# خوانيتا بارا
خوانيتا بارا (بالإسبانية: Juanita Parra)‏ هي موسيقية تشيلية، ولدت في 19 نوفمبر 1970 في سانتياغو في تشيلي.

## وصلات خارجية
- خوانيتا بارا على موقع IMDb (الإنجليزية)
- خوانيتا بارا على موقع ميوزك برينز (الإنجليزية)
- خوانيتا بارا على موقع ديسكوغز (الإنجليزية)